# Still Loving You
Still Loving You is een nummer van de Duitse hardrockband Scorpions. Het nummer staat op hun negende album Love At First Sting uit 1984. In juni 1984 werd het nummer oorspronkelijk alleen in Duitsland en de VS op single uitgebracht. In februari 1987 volgden Europa, Australië, Nieuw-Zeeland, Canada en Argentinië.

## Achtergrond
De plaat behaalde de 14e positie in Duitsland, het thuisland van de Scorpions. In de Amerikaanse Billboard Hot 100 deed de plaat het minder goed; deze behaalde daar een bescheiden 64e positie. In Frankrijk werd de 3e positie behaald en in Argentinië de 4e.
In Nederland werd de plaat door dj's Adam Curry en Jeroen van Inkel veel gedraaid in het populaire vrijdagavondprogramma Curry en Van Inkel bij Veronica op Radio 3 en werd een grote hit in de destijds twee landelijke hitlijsten op de nationale publieke popzender. De plaat bereikte  de 4e positie in de Nederlandse Top 40 en de 5e positie in de Nationale Hitparade Top 100. In de tot 25 juni 1987 uitgezonden Europese hitlijst op Radio 3, de TROS Europarade, werd géén notering behaald.
In België bereikte de plaat de 3e positie in zowel de voorloper van de Vlaamse Ultratop 50 als de Vlaamse Radio 2 Top 30. In Wallonië werd géén notering behaald.

## NPO Radio 2 Top 2000
| Nummer met noteringen in de NPO Radio 2 Top 2000 | '00 | '01 | '02 | '03 | '04 | '05 | '06 | '07 | '08 | '09 | '10 | '11 | '12 | '13 | '14 | '15 | '16 | '17 | '18 | '19 | '20 | '21 | '22 | '23 | '24 |
| ------------------------------------------------ | --- | --- | --- | --- | --- | --- | --- | --- | --- | --- | --- | --- | --- | --- | --- | --- | --- | --- | --- | --- | --- | --- | --- | --- | --- |
| Still Loving You                                 | 257 | -   | 274 | 242 | 292 | 389 | 385 | 518 | 373 | 448 | 385 | 370 | 429 | 413 | 399 | 407 | 445 | 435 | 464 | 552 | 566 | 425 | 473 | 503 | 502 |

1. ↑  Een '-' betekent dat het nummer niet was genoteerd en een vetgedrukt getal geeft de hoogste notering aan.
2. ↑  2000 was het eerste jaar met een notering voor dit nummer.